# Nominalismo
Il nominalismo è la dottrina dei filosofi chiamati nominales, che rappresentarono una delle correnti più importanti della Scolastica. La dottrina nominalista si posiziona nella cosiddetta disputa sugli universali sostenendo che i concetti, i termini di portata generale e quelli che in filosofia sono chiamati universali, non posseggono una loro propria esistenza prima o scollegata dalle cose, né esistono al di fuori o nelle cose ma vengono concepiti solo come nomi. Il nominalismo è stato convenzionalmente diviso in estremo, come quello di Roscellino, e in moderato come quello di Abelardo.
Il nominalismo si contrappone al concettualismo e al realismo filosofico, la posizione che sostiene che i termini generali dei quali si fa uso, come "albero" e "verde", rappresentano forme di portata generale che posseggono un'esistenza in un mondo di astrazioni indipendente dal mondo degli oggetti fisicamente definiti. Tale posizione si richiama in particolare a Platone.

## Gli universali sono nomi
Gli universali sono segni astratti che possono essere predicati dei soggetti concreti, gli individui che solo loro sono reali, mentre i concetti universali esistono solo post rem, come convenzioni verbali associate agli oggetti specifici, ovvero nella immaginazione o memoria di chi ne parla.

## Storia del nominalismo
Aspetti nominalisti possono rintracciarsi nella filosofia di Gorgia, Antistene ed Epicuro e in modo più specifico nella dottrina stoica che distingue il suono (phoné), percepibile attraverso i sensi che procurano apparenza, dal significato della parola (lektòn) il quale non fa parte del suono e che non è riconducibile a nessuna corporeità e che quindi è da considerarsi come non esistente nella realtà.

È solo al principio del XV secolo che si inizia ad usare le espressioni nominalis e terminista, ma Ottone di Frisinga  riporta che fu Roscellino di Compiègne il primo che, nell'epoca, analizzò secondo logica la dottrina delle parole "sententiam vocum". Allo stesso modo Gottfried Wilhelm Leibniz fa iniziare il nominalismo moderno da Roscellino includendovi anche Thomas Hobbes e Mario Nizolio.

### Il nominalismo moderato

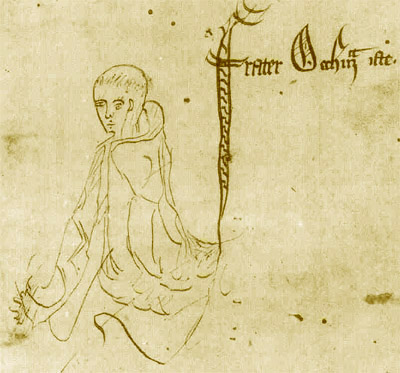
Ockham in un'illustrazione tratta da un manoscritto del 1341 della sua Summa Logicae

Il nominalismo moderato è la posizione filosofica di stampo nominalista portata avanti da Guglielmo da Ockham (soprannominato Princeps Nominalium) nel XIV secolo, il quale definiva gli universali come concetti della nostra mente, espressi attraverso un nome. Per questo, egli sosteneva, bisogna togliere di mezzo gli universali (Rasoio di Occam) nell'ambito della conoscenza in quanto, oltre ad essere inutili, portano a moltiplicare all'infinito la ricerca della verità (se devo conoscere Socrate che bisogno c'è che io conosca l'umanità intera a cui egli appartiene, o sia pure quella dei soli ateniesi?). Egli ne scrisse nell'opera Quaestiones in IV libros sententiarum (I, d. II, q. 7 S-T).
Secondo alcuni critici questa interpretazione del nominalismo sarebbe una ripresa cinico-stoica del pensiero di Severino Boezio e Cicerone su questo tema particolare.

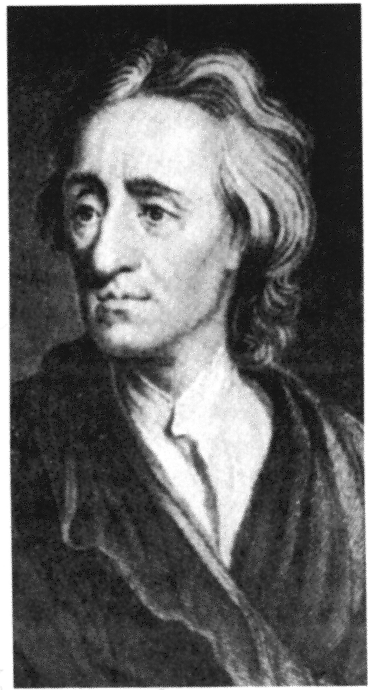
Ritratto di John Locke

### Il nominalismo estremo
Fra gli esponenti principali del nominalismo estremo medioevale tra la fine dell'XI e l'inizio del XII secolo, c'è il già menzionato Roscellino, vero e proprio fondatore di questa posizione filosofica, secondo la quale un universale è un semplice suono (flatus vocis).
Abelardo aveva controbattuto che questo nominalismo implicava che l'ordo rerum e l'ordo verborum, il mondo delle cose e quello delle parole, non potessero corrispondere e che quindi anche le scienze umane non potevano spiegare la realtà che rimaneva distinta nella sua essenza da ogni interpretazione verbale.
Roscellino per la sua dottrina venne anche accusato di triteismo, poiché, come notava Anselmo d'Aosta, se le tre res della Trinità fossero tre sostanze distinte e non come tre persone facenti parte di un'unica sostanza, allora si cadrebbe nell'eresia. Infatti se in base al nominalismo di Roscellino non è possibile comprendere l'unità dei singoli uomini nella specie uomo, allo stesso modo non si potrebbe capire che cosa significhi che tre persone siano unite in una sola divinità. In realtà Roscellino con le sue considerazioni intendeva dire che i misteri teologici sono ineffabili e trascendono il linguaggio umano tanto che alla fine egli ritirò le sue formulazioni trinitarie e mutò il proprio linguaggio dottrinale.

### Il nominalismo moderno
Nella filosofia moderna il nominalismo è sostenuto da George Berkeley e da David Hume. La concezione lockiana dell'astrazione, secondo autorevoli studiosi della sua filosofia, come John Yolton e Michael Ayers, che si basano su alcuni passi del secondo libro del Saggio sull'intelletto umano (1690), viene considerata di stampo nominalista.
Altri autori invece, come R. Aaron, Sally Ferguson e Maurilio Lovatti, sostengono la tesi dell'interpretazione concettualistica della concezione lockiana dell'astrazione fondandola su molti passi del terzo libro del medesimo saggio lockiano.
Il nominalismo è molto diffuso nella filosofia analitica contemporanea.